# (9764) Morgenstern
(9764) Morgenstern  es un asteroide perteneciente al cinturón de asteroides, descubierto el 30 de octubre de 1991 por Freimut Börngen desde el Observatorio Karl Schwarzschild, en Alemania.

## Designación y nombre
Morgenstern se designó inicialmente como 1991 UE5.
Más adelante, en 1998 fue nombrado en memoria del poeta, escritor y traductor alemán Christian Morgenstern (1871-1914). Sus poemas más exitosos son los ingeniosos, grotescos y reflexivos Galgenlieder. Su poesía reflexiva y contemplativa estuvo influenciada por Nietzsche, más tarde por el budismo y la antroposofía de su amigo Rudolf Steiner.

## Características orbitales
Morgenstern orbita a una distancia media del Sol de 2,319 ua, pudiendo acercarse hasta 1,881 ua y alejarse hasta 2,757 ua. Tiene una excentricidad de 0,189 y una inclinación orbital de 7,212° grados. Emplea en completar una órbita alrededor del Sol 1289,73 días.

## Características físicas
Su magnitud absoluta es 14,57. Tiene 3,393 km de diámetro. Su albedo se estima en 0,352.